# Charlie Danny Heatubun
 (janvier 2021).
La mise en forme du texte ne suit pas les recommandations de Wikipédia : il faut le « wikifier ».
Les points d'amélioration suivants sont les cas les plus fréquents :
- Les titres sont pré-formatés par le logiciel. Ils ne sont ni en capitales, ni en gras.
- Le texte ne doit pas être écrit en capitales (les noms de famille non plus), ni en gras, ni en italique, ni en « petit »…
- Le gras n'est utilisé que pour surligner le titre de l'article dans l'introduction, une seule fois.
- L'italique est rarement utilisé : mots en langue étrangère, titres d'œuvres, noms de bateaux, etc.
- Les citations ne sont pas en italique mais en corps de texte normal. Elles sont entourées par des guillemets français : « et ».
- Les listes à puces sont à éviter, des paragraphes rédigés étant largement préférés. Les tableaux sont à réserver à la présentation de données structurées (résultats, etc.).
- Les appels de note de bas de page (petits chiffres en exposant, introduits par l'outil «  Source ») sont à placer entre la fin de phrase et le point final[comme ça].
- Les liens internes (vers d'autres articles de Wikipédia) sont à choisir avec parcimonie. Créez des liens vers des articles approfondissant le sujet. Les termes génériques sans rapport avec le sujet sont à éviter, ainsi que les répétitions de liens vers un même terme.
- Les liens externes sont à placer uniquement dans une section « Liens externes », à la fin de l'article. Ces liens sont à choisir avec parcimonie suivant les règles définies. Si un lien sert de source à l'article, son insertion dans le texte est à faire par les notes de bas de page.
- La présentation des références doit suivre les conventions bibliographiques. Il est recommandé d'utiliser les modèles {{Ouvrage}}, {{Chapitre}}, {{Article}}, {{Lien web}} et/ou {{Bibliographie}}. Le mode d'édition visuel peut mettre en forme automatiquement les références.
- Insérer une infobox (cadre d'informations à droite) n'est pas obligatoire pour parachever la mise en page.

Pour une aide détaillée, merci de consulter Aide:Wikification.
Si vous pensez que ces points ont été résolus, vous pouvez retirer ce bandeau et améliorer la mise en forme d'un autre article.
Charlie Danny Heatubun, né en 1973, est un botanique indonésien, avant tout spécialiste des palmiers.

## Biographie
En 2011, il obtient un postdoctorat au Kew Gardens, avec le Projet "Palmiers du Vieux Monde".
Doctorat. "summa cum laude" Par l'Université Agricole de Bogor (IPB) et le  Jardin Botanique Royal de Kew, avec la thèse "Systématique et Évolution du genre  palmier Areca L." 2009 - S-2 
IPB avec la thèse "Monographie du genre de palmier Cyrtostachys Blume" 2006 - S-1 
Département de Silviculture de la Faculté d' Agronomíe de l'Université de Paraiso, Manokwari, Papúa (maintenant Faculté de Sciences Forestières de l'Université De l'État de Papúa / Unipa), 1997

## Publications
- C.D. Heatubun, 2008. A new Areca from western New Guinea. Palms 52 (4): 198-202
- W.J. Baker, S. Zona, C.D. Heatubun, C.E. Lewis, R.A. Maturbongs, M.V. Norup, 2006. Dransfieldia (Arecaceae) – A new palm genus from western New Guinea. Syst. Bot. 31: 61–69
- 2005. The rediscovery of Beccari’S Nenggela flabellata in Irian Jaya Barat. Folia Malaysiana 6: 27–34

### Livres
- Versalita. 1995.

## Honneurs
- Juin 2013- : professeur invité dans le Réel Jardin Botanique de Kew
- Janvier 2013- : Chef de Recherche de l'Environnement Centre Unipa
- Octobre 2012- : professeur de la Faculté de Sciences Forestières Unipa[2]